# Ypthima nynias
Ypthima nynias är en fjärilsart som beskrevs av Hans Fruhstorfer 1911. Ypthima nynias ingår i släktet Ypthima och familjen praktfjärilar. Inga underarter finns listade i Catalogue of Life.